# Embarrass
Cet article possède un paronyme, voir Embarras.
Pour l’article homonyme, voir Embarrass Township (Illinois).
Embarrass est un village américain situé dans le comté de Waupaca dans l’État du Wisconsin.

## Traduction
- (en) Cet article est partiellement ou en totalité issu de l’article de Wikipédia en anglais intitulé « Embarrass, Wisconsin » (voir la liste des auteurs).